# Skeppshult
Skeppshult er et byområde og en industribebyggelse i den sydlige del af Gislaveds kommun i Jönköpings län i Sverige, beliggende ved Nissastigen (riksväg 26) cirka 25 kilometer fra hovedbyen Gislaved.

## Historie
Den gamle gård fra 1400-tallet, som stadigvæk findes, er ophav til byens opvækst. Også den gamle gæstgivergård fra 1650-tallet findes stadigvæk, men er i dag ombygget til skole.

## Erhvervsliv
Den første industri blev anlagt allerede i 1850'erne og var et garveri. I dag er erhvervslivet i Skeppshult stærkt præget af metalindustrien, som f.eks. Skeppshults Gjuteri AB som producerer Skeppshultspanderne i støbejern, Skeppshults Press & Svets som producerer Skeppshultstigen og Albert Samuelsson & Co AB som producerer Skeppshultcyklen.